# Skulpturenpark Schloss Morsbroich

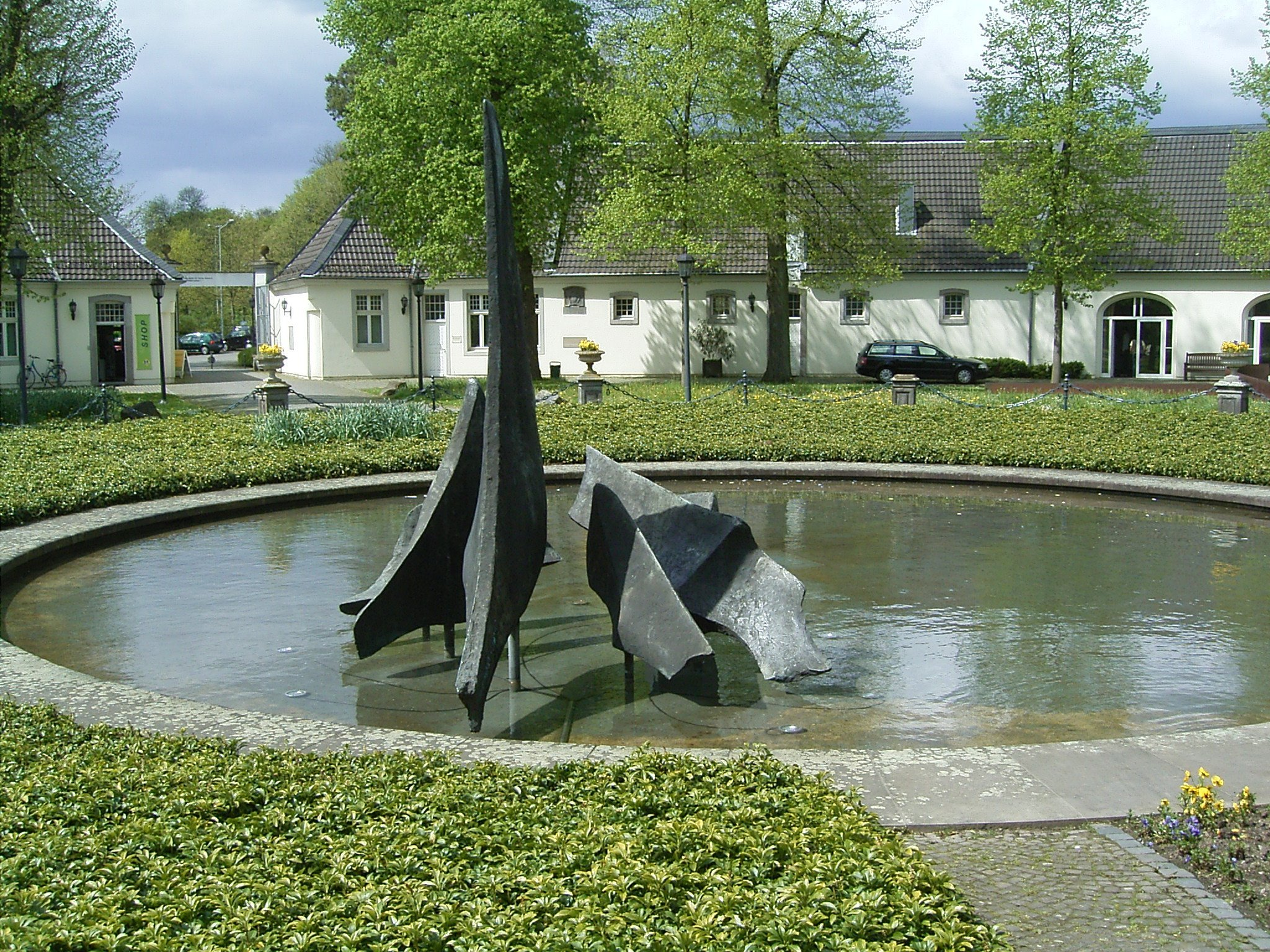
Kasteel Morsbroich met sculptuur van Alicia Penalba

Het Skulpturenpark Schloss Morsbroich is een beeldenpark dat evenals Museum Morsbroich deel uitmaakt van Kasteel Morsbroich in Leverkusen in de Duitse deelstaat Noordrijn-Westfalen.

## Collectie
In het park zijn beeldhouwwerken van internationale kunstenaars geplaatst, zoals:
1. Max Bill - Säule
2. Roberto Cordone - Movimento elicoidale
3. Eberhard Foest - Dreiklang (1986)
4. Lutz Fritsch - Maßlos (Vertikal ROT) (1991)
5. Volkmar Haase - Skulptur (1965)
6. Erich Hauser - 7/64 (1964)
7. Adolf Luther - Integration (kinetic sculpture) (1985)
8. Alicia Penalba - Fontaine monumentale
9. Heinz-Günter Prager - Große Zylinder
10. James Reineking - Anrührung (1981/85)
11. Pinuccio Sciola - Tür aus Stein
12. Francesco Somaini - Forma Alata
13. Lee Ufan - Relatum (Stone/Steel)
14. Karl Günter Wolf - Raumklammer Nr. 8 (1995)

## Fotogalerij

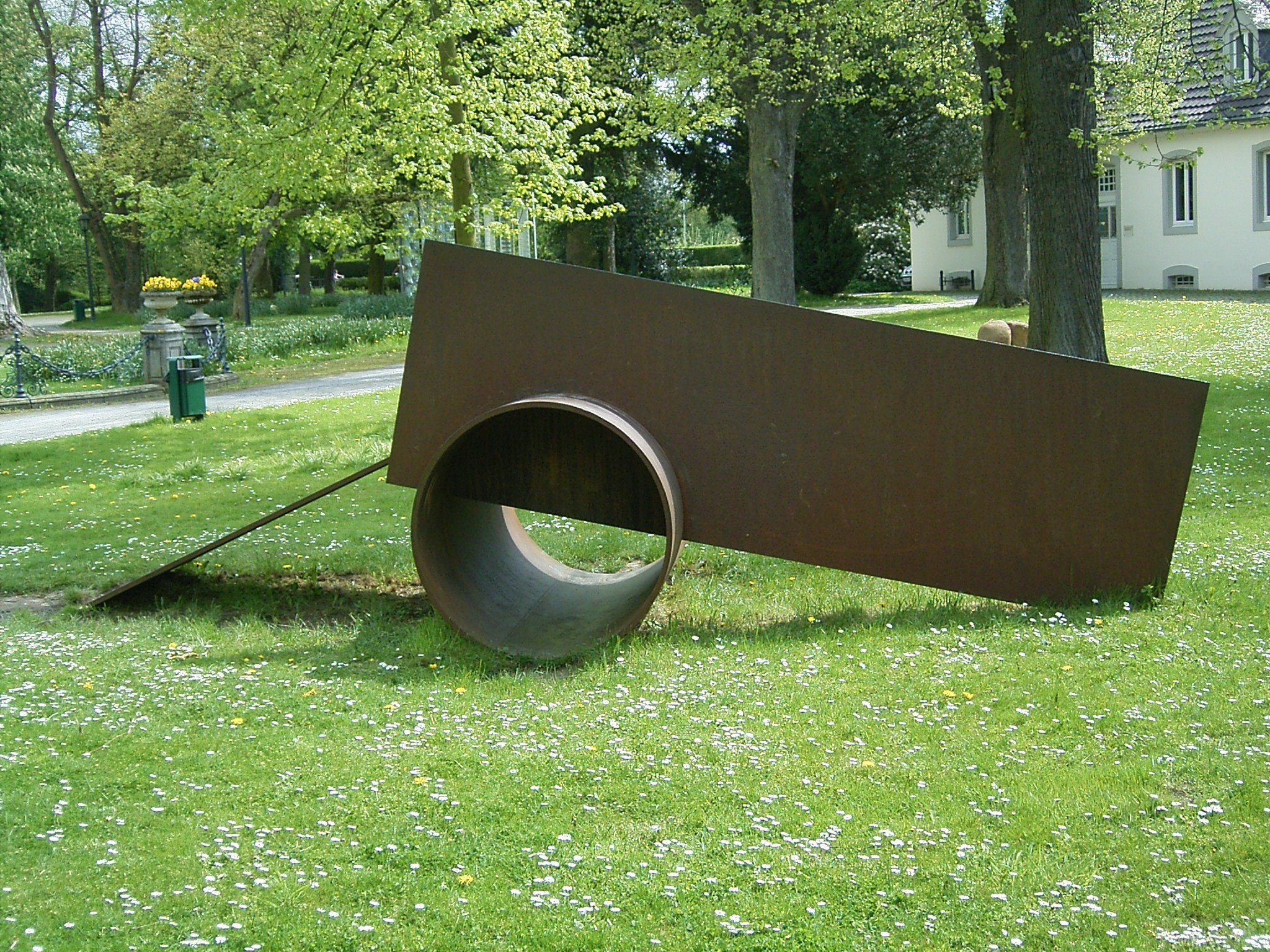
Heinz-Günter Prager: Große Zylinder
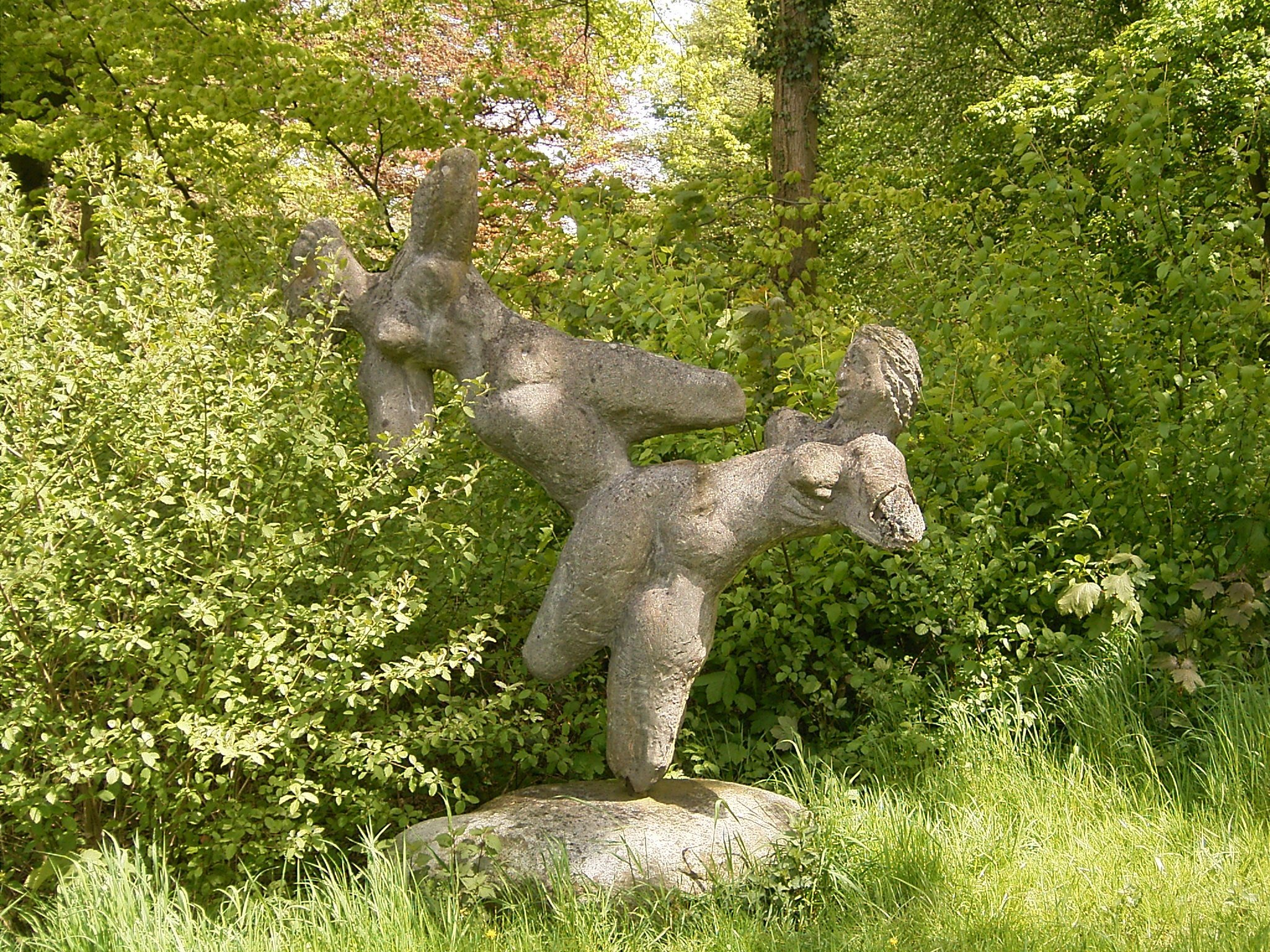
onbekend werk
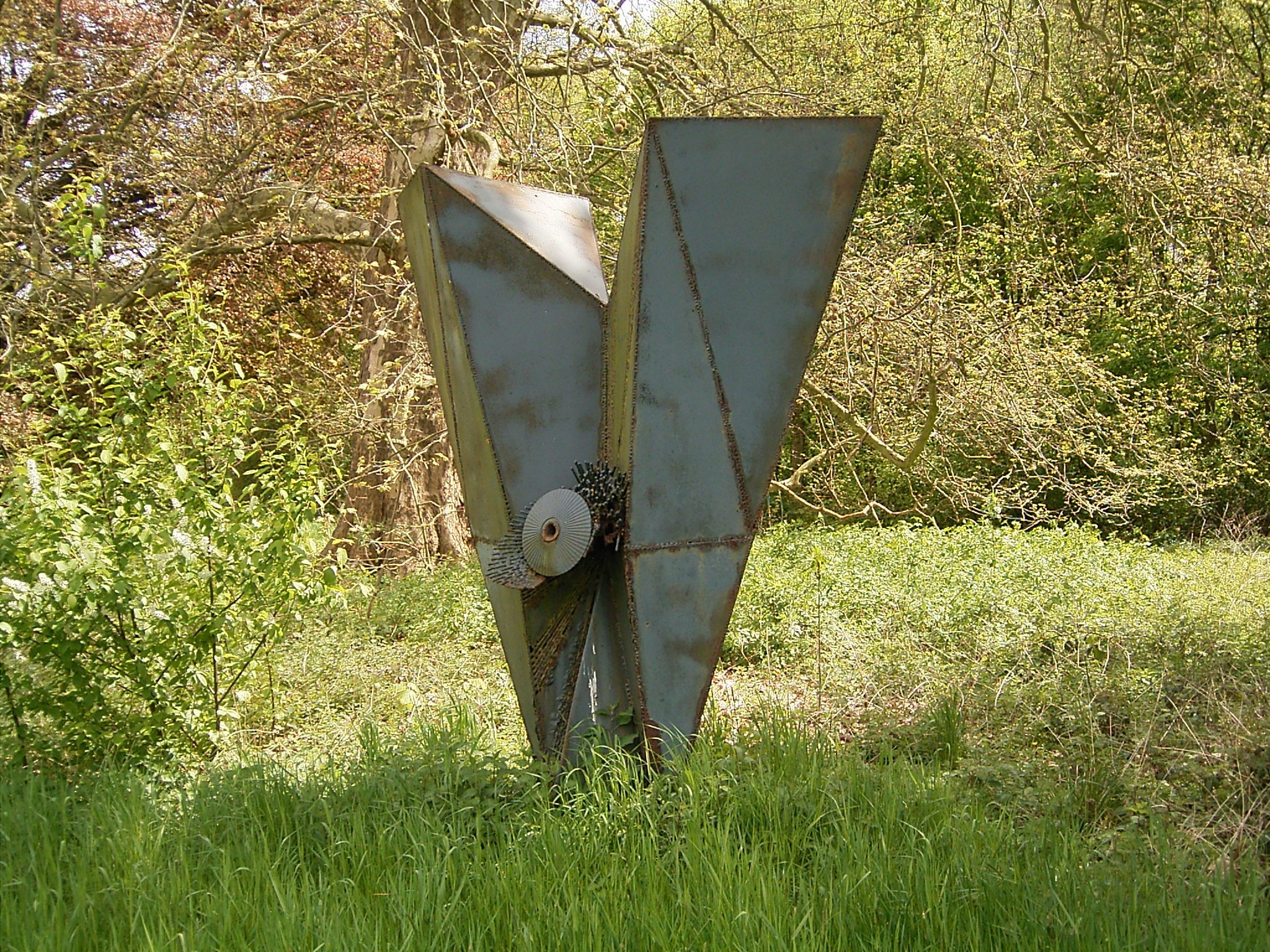
Volkmar Haase: Skulptur
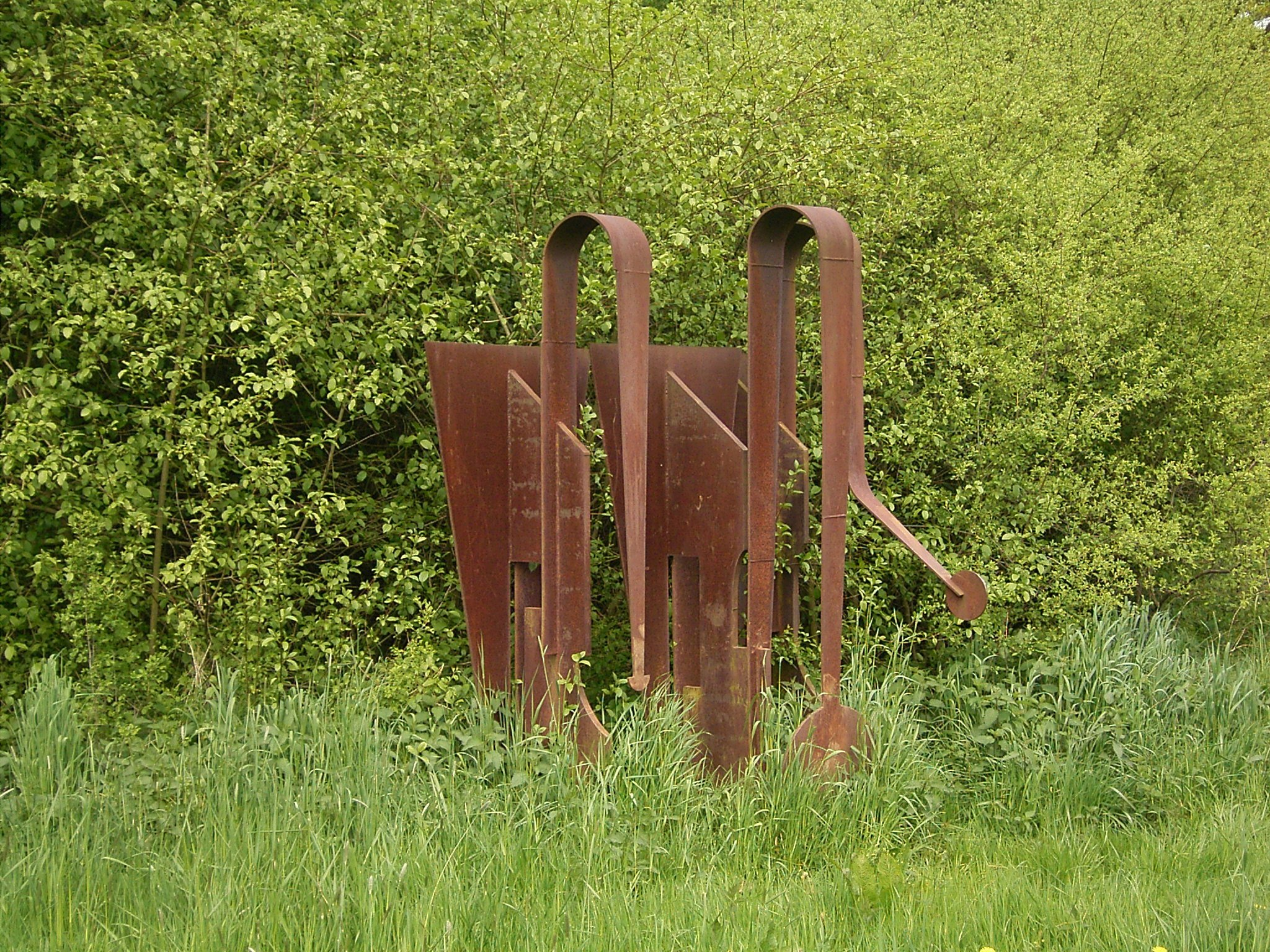
Eberhard Foest: Dreiklang